# Вонжеполь
Вонжепо́ль (рос. Вонжеполь, марій. Вончӱмбал) — присілок у складі Моркинського району Марій Ел, Росія. Входить до складу Октябрського сільського поселення.

## Населення
Населення — 96 осіб (2010; 137 у 2002).
Національний склад (станом на 2002 рік):
- лучні марійці — 98 %